# 2000年日本賽馬
2000年日本賽馬（日語：2000年の日本競馬），是2000年（平成12年）日本賽馬界發生的重大事件及各項賽事的記錄。

## 重要事件之概述

### 中央競馬

#### 好歌劇大為活躍
上年度贏得皋月賞，並於有馬紀念中僅敗於草上飛及特別週的好歌劇，於本年度取代退役的特別週及神鷹，成為年長馬匹戰線的主角。
其於年度首戰京都紀念中以無懈可擊的的表現擊敗同期的菊花賞馬成田路打開本年度的勝利之門，其後接連於阪神大賞典及春季天皇賞中擊敗淘氣鈴鹿取得冠軍。於寶塚紀念之中，其成功戰勝往後的主要對手名將戶仁，成功取得年間第二個一級賽冠軍。
進入秋季後，其於京都大賞典中以無打鞭的方式輕鬆戰勝成田路。其後於秋季天皇賞、日本盃及有馬紀念中均脱穎而出取得勝利，不但以年間無敗的戰績結束本年度，亦成為了首匹獲得秋季古馬三冠特別獎金的賽駒。

#### 空中神宮達成二冠
於本年度的經典三冠戰線中，空中神宮為最為活躍的一匹賽駒。其於皋月賞中以頸位優勢擊敗大德之都。雖然其後於東京優駿（日本打吡）以細微差距敗於愛麗航程，但於菊花賞中成功復仇達成二冠。

#### 外國產馬被允許出戰天皇賞
由本年度開始，日本中央競馬會宣佈將開放名額給予外國產馬出戰春秋兩場天皇賞。於春季時，草上飛原定報名參與春季天皇賞，然而因於前哨戰日經賞中的慘敗以選擇避戰。結果，首匹出戰天皇賞的外國產馬為勝出產經賞獲得優先出賽權的名將戶仁，並於其中敗於好歌劇取得第二。

## 時間表

### 1月-3月
- 1月5日 - 「特別週」於京都競馬場舉行退役儀式[2]。
- 1月6日 - 「特別週」於中山競馬場舉行退役儀式[2]。
- 1月23日 - 「城中金星」勝出美國賽馬會盃，為其首個分級賽冠軍，亦為首次有外國產馬勝出此賽事。
- 1月26日 - 騎師武豐取得第32屆日本職業體育功勞賞，北村宏司則獲得新人賞。
- 1月29日 - 北海道地區亦跟隨其他地區開始，接受「位置Q」的投注。
- 2月11日 - 宮城縣山元町山元訓練中心發生火災，包含分級賽冠軍「Egao o Misete」在內的22匹賽駒死亡[3]。
- 2月13日 - 負責訓練上述賽駒Egao o Misete的練馬師憑借「Yusei Top Run」贏得鑽石錦標，死亡賽駒之一的「Star Chandelier」之半弟「Silver Cockpit」亦於同日贏得如月賞。同日，練馬師大久保正陽達成第500場頭馬[3]。
- 2月20日 - 將於本月底退休的練馬師工藤嘉見派出「飛箭」勝出二月錦標達成有終之美，同時鞍上的騎師柏兆雷亦贏得首場日本一級賽冠軍。
- 2月23日 - 日本中央競馬會宣佈禁止使用鼻帶[2][4]。
- 2月24日 - 日本中央競馬會宣佈於來年正式跟隨國際馬齡顯示標準，以實歲標記馬匹[2][4]。
- 3月19日 - 保持中央競馬最高齡賽駒記錄的「Mr.Tojin」為其生涯第100場賽事三月錦標備戰，但於賽前患上肌腱炎而退役[5]。
- 3月22日 - 騎師細江淳子於新加坡克蘭芝馬場取得勝利，成為首位勝出海外頭馬的中央所屬女騎師[2]。
- 3月29日 - 騎師武豐召開記者會，宣佈由今年6月起將策騎重心轉移至美國加利福尼亞州，展開海外遠征[6]。

### 4月-6月
- 4月1日 - 神奈川縣以及川崎市的競馬業務進行整合，並成立神奈川縣川崎市競馬做下組合[7]。
- 4月15日 - 第2屆中山跳欄大賽成為首次邀請外國訓練馬參與的跳欄賽，合共有來自5個國家的7匹賽駒參與。最終主隊馬「Gokai」取得冠軍，法國代表「Boca Boca」取得亞軍、英國代表「The Outback Way」取得季軍、新西蘭代表「Maybe Rouge」取得第五[7]。
- 4月16日 - 參與皋月賞並獲得第三人氣的「Rugger Regulus」於閘箱內暴走並將騎師甩落，被判罰直至5月16日前不能出賽，同時亦需要通過出閘測試。
- 5月7日 - 「靈駒」於美國肯塔基打吡中取勝，馬主關口房朗成為第一位勝出此賽事的日本馬主[7]。同日，練馬師高市圭二因粗暴對待騎師後藤浩輝而被判罰10萬日圓，為首次有練馬師因暴力行為被處罰[8]
- 5月8日 - 於大井競馬場第4場賽事沙圈展示途中，一名馬伕被突然暴走的賽駒驚嚇，繮繩脱落下其自身被馬匹撞到並踩中面部及胸部，最終傷重不治。
- 5月20日 - 「黃金旅程」於目黑紀念勝出，為其挑戰第26度挑戰分級賽後受到獲勝，同時亦為其父系「週日寧靜」子嗣的第100場分級賽頭馬。
- 5月26日 - 本年度彌生賞冠軍「全能靈駒」由田原成貴馬房轉移至森秀行馬房。
- 6月1日 - 原定來日參與安田紀念的騎師戴圖理於英國遭遇飛機事故，其和同行的騎師郭嘉年受傷，機師重傷不治[9]。
- 6月2日 - 位處九州的佐賀競馬場、荒尾競馬場及中津競馬場三個地方競馬場組成「九州競馬」，一個競馬場舉行賽事而其他兩個競馬進行場外投注所的體系基本確立[7]。
- 6月4日 - 香港代表「靚蝦王」於安田紀念取勝，成為首匹於日本贏得一級賽的香港賽駒，同時第二名為阿聯酋代表「Diktat 」，使本次比賽頭兩名均為外隊馬。
- 6月7日 - 隸屬船橋競馬場的騎師石崎隆之達成第4000場頭馬，成為計佐佐木竹見後第二位達成此成就的地方騎師。
- 6月15日- 13歲（現12歲）的「Osumi Dyna」勝出北海道短途盃，刷新了勝出純種馬分級賽最高齡冠軍的記錄[10]。
- 6月17日 - 因香淳皇太后逝世，東京競馬場、阪神競馬場及函館競馬場於本日的賽事推遲至6月19日舉行[7]。同日，滋賀縣八日市市（今東近江市）八日市Inter牧場附近發生火災，兩匹賽駒死亡[10]。
- 6月29日 - 旭川競馬場首次舉辦「種馬系列賽」，頭馬馬主可獲得指定種馬的配種權一次[11]。

### 7月-9月
- 7月13日 - 「愛麗世界」勝出七月盃，為其第2次勝出海外一級賽，亦為首次有日本賽駒勝出英國一級賽[11]。
- 7月29日 - 「空中神宮」遠征英國參戰英皇佐治六世及皇后伊利沙伯錦標，最終取得第五。
- 7月30日 - 其實武豐策騎日本馬主吉田照哉擁有的「翠德郡主」攻下二級賽羅斯齊爾德大賽，取得其個人第7個海外分級賽冠軍[11]。
- 8月12日 - 於札幌競馬場第5場賽事，發生了無任何一匹中央所屬賽駒參戰的罕有事件，為引入中央地方特別交流賽事後的首次[12]。
- 8月27日 - 騎師松永幹夫取得第1000場頭馬。同日，練馬師藤澤和雄取得第500場頭馬[13]。
- 9月3日 - 作為日本中央競馬會千禧年活動「Dream Horses 2000」的一環，馬迷此前投出的「20世紀的100匹名馬」之結果公佈，首名為於1994年贏得經典三冠「成田拜仁」[11]。
- 9月23日 - 騎師武豐於札幌競馬場利尻特別取勝，達成年間第100場頭馬，為其連續9年達成此成就之餘，亦以總計12次年間100場頭馬的數據打破岡部幸雄的記錄[14]。

### 10月-12月
- 10月7日 - 練馬師鈴木康弘及橋口弘次郎均達成第500場頭馬。
- 10月29日- 「名將戶仁」及「飛鷹茶座」兩匹外國產馬出戰秋季天皇賞，為日本賽馬史上首次，最終「名將戶仁」取得亞軍，「飛鷹茶座」取得殿軍。
- 10月31日 - 將於明年2月到達退休年齡的練馬師內藤繁春挑戰騎師牌照考試，然而於11月30日公佈結果時確認不及格[15]。
- 11月4日 - 育馬者盃系列賽事於美國邱吉爾園馬場舉行，參戰育馬者盃短途大賽的「愛麗世界」取得第八，參戰育馬者盃雌馬草地大賽的「Maltese Superb」取得第十三[16]。
- 11月9日 - 位於神奈川縣橫濱市中區、全部座位需要付費的場外投注所「Excel伊勢崎」完工[16]。
- 11月16日 - 日本中央競馬會表於來年將推出新投注方式「二重彩」及「單T」，同時説明因馬齡顯示變更而改變名稱的賽事。此外，亦宣佈於來年將新設賽事夏季短途錦標及會將東京優駿（日本打吡）和菊花賞開放給予外國產馬參賽[16]。
- 11月19日 - 隸屬宇都宮競馬的賽駒「Dojima Fighter」勝出柊樹特別，以29連勝刷新日本記錄。
- 11月25日 - 「愛慕織姬」於東京競馬場舉行退役儀式[16]。
- 12月3日 - 「Brian's Roman」勝出二荒賞，以43場平地賽事勝利刷新日本記錄。
- 12月14日 - 橫濱市通過一項法令，將對於市內發售的彩票徵收獨立的税款。對此日本中央競馬會回應此税款為不公平徵税，理事長高橋政呼籲日本中央政府各省廳不要給予批准[16]。就結局而言，此法令因未經過時任總務大臣片山虎之助批准而於2001年3月被廢除。
- 12月24日 - 「好歌劇」計秋季天皇賞及日本盃後，再於本日勝出有馬紀念，成為日本史上首匹達成秋季古馬三冠的賽駒並獲得2億日圓的特別獎金。同日，「草上飛」於中山競馬場舉行退役儀式[17]。

## 各賽事結果

### 中央競馬・平地一級賽
| 賽事名                         | 賽事名                         | 賽事名                         | 優勝馬        | 性齡 | 騎師                   | 練馬師                 | 所屬    |
| 日期                           | 馬場                           | 距離                           | 優勝馬        | 性齡 | 馬主                   | 馬主                   | 時間    |
| ------------------------------ | ------------------------------ | ------------------------------ | ------------- | ---- | ---------------------- | ---------------------- | ------- |
| 第17回二月錦標                 | 第17回二月錦標                 | 第17回二月錦標                 | 飛箭          | 雄5  | 柏兆雷                 | 工藤嘉見               | JRA栗東 |
| 2月20日                        | 東京競馬場                     | 泥1600米                       | 飛箭          | 雄5  | 池田實                 | 池田實                 | 1:35.6  |
| 第30回高松宮紀念               | 第30回高松宮紀念               | 第30回高松宮紀念               | 帝皇光輝      | 雄5  | 柴田善臣               | 坂口正大               | JRA栗東 |
| 3月26日                        | 中京競馬場                     | 草1200米                       | 帝皇光輝      | 雄5  | 淺川吉男               | 淺川吉男               | 1:08.6  |
| 第60回櫻花賞                   | 第60回櫻花賞                   | 第60回櫻花賞                   | Cheers Grace  | 雌3  | 松永幹夫               | 山内研二               | JRA栗東 |
| 4月9日                         | 阪神競馬場                     | 草1600米                       | Cheers Grace  | 雌3  | 北村キヨ子             | 北村キヨ子             | 1:34.9  |
| 第60回皋月賞                   | 第60回皋月賞                   | 第60回皋月賞                   | 空中神宮      | 雄3  | 武豐                   | 森秀行                 | JRA栗東 |
| 4月16日                        | 中山競馬場                     | 草2000米                       | 空中神宮      | 雄3  | Lucky Field Co Ltd     | Lucky Field Co Ltd     | 2:01.8  |
| 第121回春季天皇賞              | 第121回春季天皇賞              | 第121回春季天皇賞              | 好歌劇        | 雄4  | 和田龍二               | 岩元市三               | JRA栗東 |
| 4月30日                        | 京都競馬場                     | 草3200米                       | 好歌劇        | 雄4  | 竹園正繼               | 竹園正繼               | 3:17.6  |
| 第5回NHK一哩賽                 | 第5回NHK一哩賽                 | 第5回NHK一哩賽                 | 飛鷹茶座      | 雄3  | 岡部幸雄               | 小島太                 | JRA美浦 |
| 5月7日                         | 東京競馬場                     | 草1600米                       | 飛鷹茶座      | 雄3  | 西川清                 | 西川清                 | 1:33.5  |
| 第61回優駿雌馬（日本橡樹大賽） | 第61回優駿雌馬（日本橡樹大賽） | 第61回優駿雌馬（日本橡樹大賽） | 第一絲綢      | 雌3  | 藤田伸二               | 山内研二               | JRA栗東 |
| 5月21日                        | 東京競馬場                     | 草2400米                       | 第一絲綢      | 雌3  | Silk Co Ltd            | Silk Co Ltd            | 2:30.2  |
| 第67回東京優駿（日本打吡）     | 第67回東京優駿（日本打吡）     | 第67回東京優駿（日本打吡）     | 愛麗航程      | 雄3  | 河內洋                 | 長濱博之               | JRA栗東 |
| 5月28日                        | 東京競馬場                     | 草2400米                       | 愛麗航程      | 雄3  | 渡邊孝男               | 渡邊孝男               | 2:26.2  |
| 第50回安田紀念                 | 第50回安田紀念                 | 第50回安田紀念                 | 靚蝦王        | 雄5  | 霍達                   | 愛倫                   | 香港    |
| 6月4日                         | 東京競馬場                     | 草1600米                       | 靚蝦王        | 雄5  | 劉錫康                 | 劉錫康                 | 1:33.3  |
| 第41回寶塚紀念                 | 第41回寶塚紀念                 | 第41回寶塚紀念                 | 好歌劇        | 雄4  | 和田龍二               | 岩元市三               | JRA栗東 |
| 6月25日                        | 阪神競馬場                     | 草2200米                       | 好歌劇        | 雄4  | 竹園正繼               | 竹園正繼               | 2:13.8  |
| 第34回短途馬錦標               | 第34回短途馬錦標               | 第34回短途馬錦標               | 大德大和      | 雄6  | 江田照男               | 石坂正                 | JRA栗東 |
| 10月1日                        | 中山競馬場                     | 草1200米                       | 大德大和      | 雄6  | 中村和子               | 中村和子               | 1:08.6  |
| 第5回秋華賞                    | 第5回秋華賞                    | 第5回秋華賞                    | Tico Tico Tac | 雌3  | 武幸四郎               | 松田正弘               | JRA栗東 |
| 10月15日                       | 京都競馬場                     | 草2000米                       | Tico Tico Tac | 雌3  | 青竹牧場               | 青竹牧場               | 1:59.9  |
| 第61回菊花賞                   | 第61回菊花賞                   | 第61回菊花賞                   | 空中神宮      | 雄3  | 武豊                   | 森秀行                 | JRA栗東 |
| 10月22日                       | 京都競馬場                     | 草3000米                       | 空中神宮      | 雄3  | Lucky Field Co Ltd     | Lucky Field Co Ltd     | 3:04.7  |
| 第122回秋季天皇賞              | 第122回秋季天皇賞              | 第122回秋季天皇賞              | 好歌劇        | 雄4  | 和田龍二               | 岩元市三               | JRA栗東 |
| 10月29日                       | 東京競馬場                     | 草2000米                       | 好歌劇        | 雄4  | 竹園正繼               | 竹園正繼               | 1:59.9  |
| 第25回女皇伊利沙伯二世盃       | 第25回女皇伊利沙伯二世盃       | 第25回女皇伊利沙伯二世盃       | 菲莉絲        | 雌5  | 松永幹夫               | 濱田光正               | JRA栗東 |
| 11月12日                       | 京都競馬場                     | 草2200米                       | 菲莉絲        | 雌5  | North Hills Management | North Hills Management | 2:12.8  |
| 第17回一哩冠軍賽               | 第17回一哩冠軍賽               | 第17回一哩冠軍賽               | 愛麗數碼      | 雄3  | 的場均                 | 白井壽昭               | JRA栗東 |
| 11月19日                       | 京都競馬場                     | 草1600米                       | 愛麗數碼      | 雄3  | 渡邊孝男               | 渡邊孝男               | 1:32.6  |
| 第1回日本盃泥地大賽            | 第1回日本盃泥地大賽            | 第1回日本盃泥地大賽            | 飛箭          | 雄5  | 岡部幸雄               | 南井克巳               | JRA栗東 |
| 11月25日                       | 東京競馬場                     | 泥2100米                       | 飛箭          | 雄5  | 池田實                 | 池田實                 | 2:07.2  |
| 第20回日本盃                   | 第20回日本盃                   | 第20回日本盃                   | 好歌劇        | 雄4  | 和田龍二               | 岩元市三               | JRA栗東 |
| 11月26日                       | 東京競馬場                     | 草2400米                       | 好歌劇        | 雄4  | 竹園正繼               | 竹園正繼               | 2:26.1  |
| 第52回阪神三歲牝馬錦標         | 第52回阪神三歲牝馬錦標         | 第52回阪神三歲牝馬錦標         | 海洋駿驥      | 雌2  | 本田優                 | 西浦勝一               | JRA栗東 |
| 12月3日                        | 阪神競馬場                     | 草1600米                       | 海洋駿驥      | 雌2  | 竹園正繼               | 竹園正繼               | 1:34.6  |
| 第52回朝日盃三歲錦標           | 第52回朝日盃三歲錦標           | 第52回朝日盃三歲錦標           | Mejiro Bailey | 雄2  | 橫山典弘               | 武邦彥                 | JRA栗東 |
| 12月10日                       | 中山競馬場                     | 草1600米                       | Mejiro Bailey | 雄2  | 目白牧場               | 目白牧場               | 1:34.5  |
| 第45回有馬紀念                 | 第45回有馬紀念                 | 第45回有馬紀念                 | 好歌劇        | 雄4  | 和田龍二               | 岩元市三               | JRA栗東 |
| 12月24日                       | 中山競馬場                     | 草2500米                       | 好歌劇        | 雄4  | 竹園正繼               | 竹園正繼               | 2:34.1  |

### 中央競馬・跳欄一級賽
| 賽事名            | 賽事名            | 賽事名            | 優勝馬     | 性齡 | 騎師     | 練馬師   | 所屬    |
| 日期              | 競馬場            | 距離              | 優勝馬     | 性齡 | 馬主     | 馬主     | 時間    |
| ----------------- | ----------------- | ----------------- | ---------- | ---- | -------- | -------- | ------- |
| 第2回中山跳欄大賽 | 第2回中山跳欄大賽 | 第2回中山跳欄大賽 | Gokai      | 雄6  | 横山義行 | 鄉原洋行 | JRA美浦 |
| 4月15日           | 中山競馬場        | 障4250米          | Gokai      | 雄6  | 吉橋計   | 吉橋計   | 4:43.1  |
| 第123回中山大障礙 | 第123回中山大障礙 | 第123回中山大障礙 | Land Power | 雄5  | 金折知則 | 福島勝   | JRA栗東 |
| 12月23日          | 中山競馬場        | 障4100米          | Land Power | 雄5  | 木村善一 | 木村善一 | 4:40.7  |

### 地方競馬・一級賽
| 賽事名               | 賽事名               | 賽事名               | 優勝馬         | 性齡 | 騎師                          | 練馬師                        | 所屬       |
| 日期                 | 馬場                 | 距離                 | 優勝馬         | 性齡 | 馬主                          | 馬主                          | 時間       |
| -------------------- | -------------------- | -------------------- | -------------- | ---- | ----------------------------- | ----------------------------- | ---------- |
| 第49回川崎紀念       | 第49回川崎紀念       | 第49回川崎紀念       | Intelli Power  | 雄5  | 張田京                        | 秋山重美                      | 南關東川崎 |
| 2月9日               | 川崎競馬場           | 泥2100米             | Intelli Power  | 雄5  | 佐橋五十雄                    | 佐橋五十雄                    | 2:14.5     |
| 第23回帝王賞         | 第23回帝王賞         | 第23回帝王賞         | 忠心好友       | 雌6  | 蛯名正義                      | 高市圭二                      | JRA美浦    |
| 6月22日              | 大井競馬場           | 泥2000米             | 忠心好友       | 雌6  | 竹崎大晃                      | 竹崎大晃                      | 2:05.6     |
| 第2回日本泥地打吡    | 第2回日本泥地打吡    | 第2回日本泥地打吡    | Meiner Combat  | 雄3  | 大西直宏                      | 稲葉隆一                      | JRA美浦    |
| 7月12日              | 大井競馬場           | 泥2000米             | Meiner Combat  | 雄3  | Thoroughbred Club Ruffian Ltd | Thoroughbred Club Ruffian Ltd | 2:06.4     |
| 第13回一哩冠軍南部盃 | 第13回一哩冠軍南部盃 | 第13回一哩冠軍南部盃 | Golden Tiara   | 雌4  | 後藤浩輝                      | 松田國英                      | JRA栗東    |
| 10月9日              | 盛岡競馬場           | 泥1600米             | Golden Tiara   | 雌4  | 吉田和子                      | 吉田和子                      | 1:38.3     |
| 第15回打吡大獎賽     | 第15回打吡大獎賽     | 第15回打吡大獎賽     | Regular Member | 雄3  | 松永幹夫                      | 山本正司                      | JRA栗東    |
| 11 月 3 日           | 盛岡競馬場           | 泥2000米             | Regular Member | 雄3  | North Hills Management        | North Hills Management        | 2:05.0     |
| 第46回東京大賞典     | 第46回東京大賞典     | 第46回東京大賞典     | 忠心好友       | 雌6  | 蛯名正義                      | 高市圭二                      | JRA美浦    |
| 12月29日             | 大井競馬場           | 泥2000米             | 忠心好友       | 雌6  | 竹崎大晃                      | 竹崎大晃                      | 2:04.9     |

### 海外賽事勝利
| 賽事名        | 賽事名        | 賽事名        | 賽事名        | 優勝馬   | 性齡 | 騎師     | 練馬師   | 所屬     |
| 月日          | 國家          | 馬場          | 距離          | 優勝馬   | 性齡 | 馬主     | 馬主     | 勝出時間 |
| ------------- | ------------- | ------------- | ------------- | -------- | ---- | -------- | -------- | -------- |
| 第120屆七月盃 | 第120屆七月盃 | 第120屆七月盃 | 第120屆七月盃 | 愛麗世界 | 雄5  | 武豐     | 森秀行   | JRA栗東  |
| 7月13日       | 英國          | 新市場馬場    | 草6化朗       | 愛麗世界 | 雄5  | 渡邊孝男 | 渡邊孝男 | 1:13.1   |

## 賽駒獎項

### JRA賞
- 馬王：好歌劇（雄4、栗東・岩元市三馬房）
- 最佳3歲雄馬：Mejiro Bailey（雄2、栗東・武邦彥馬房）
- 最佳3歲雌馬： 海洋駿驥（雌2、栗東・西浦勝一馬房）
- 最佳4歲雄馬：空中神宮（雄3、栗東・森秀行馬房）
- 最佳4歲雌馬：Cheers Grace（雌3、栗東・山內研二馬房）
- 最佳5歲及以上雄馬：好歌劇（雄4、栗東・岩元市三馬房）
- 最佳5歲及以上雌馬：菲莉絲（雌5、栗東・濱田光正馬房）
- 最佳短途馬：大德大和（雄6、栗東・石坂正馬房）
- 最佳泥地馬：飛箭（雄5、栗東・工藤嘉見馬房→栗東・南井克巳馬房）
- 最佳跳欄馬：Gokai（雄7、美浦・鄉原洋行馬房）
- 最佳父內國產馬：大德大和（雄6、栗東・石坂正馬房）

### NAR大獎
- 馬：Belle-Ami Lord（雌4、宇都宮・室井康雄馬房）
- 最佳3歲純種馬：Toshin Blizzard（雄2、船橋・佐藤賢二馬房）
- 最佳4歲純種馬：Mitsuaki Silence（雄3、笠松・粟津豐彥馬房）
- 最佳5歲及以上純種馬：Intelli Power（雄5、川崎・秋山重美）
- 最佳3歲阿拉伯馬：Cool Tetsu O（雄2、福山・鋤田久馬房）
- 最佳4歲阿拉伯馬：Kozan Hayahide（雄3、荒尾・福島廣幸馬房）
- 最佳5歲及以上阿拉伯馬：Washu George（雄4、園田・曾和直榮馬房）
- 最佳雌馬：Belle-Ami Lord（雌4、宇都宮・室井康雄馬房）
- 最佳短途馬：Belle-Ami Lord（雌4、宇都宮・室井康雄馬房）
- 最佳輓馬：Shimazu Shoriki（雄7、北見・水上勲馬房）
- 泥地分級賽最佳馬匹：飛箭（雄5、栗東・工藤嘉見馬房→栗東・南井克巳馬房）
- 特別表彰：Haiseiko（退役馬）、忠心好友（雌6、美浦・高市圭二）

## 人物獎項

### JRA賞
- 冠軍練馬師：藤澤和雄（美浦、57勝）
- 最高勝率練馬師：伊藤雄二（栗東、25.3%勝率）
- 最高獎金練馬師：岩元市三（栗東、15億837萬8000日圓獎金）
- 優秀技術練馬師：藤澤和雄（美浦）
- 冠軍騎師：武豐（栗東・自由身、130勝）
- 關東冠軍騎師：岡部幸雄（美浦・自由身、103勝）
- 關西冠軍騎師：武豐（栗東・自由身、130勝）
- 最高勝率騎師：武豐（栗東・自由身、23.6%勝率）
- 最高獎金騎師：武豐（栗東・自由身、27億5420萬2000日圓獎金）
- 騎師大賞：武豐（栗東・自由身）
- 冠軍跳欄賽騎師：熊澤重文（栗東・自由身、17勝）
- 冠軍新人騎師：從缺

### NAR大獎
- 最佳練馬師：川島正行（船橋）
- 最佳騎師：石崎隆之（船橋・出川己代造馬房→船橋・出川龍一馬房）
- 優秀新人騎師：御神本訓史（益田・御神本修馬房）
- 優秀女騎師：宮下瞳（名古屋・竹口勝利馬房）
- 最佳運動精神獎：川原正一（笠松・原隆男馬房）
- 特別賞：荒川友司（笠松）、佐佐木竹見（川崎・金井弘馬房）

## 退役馬

### 3月
- Erimo Excel
- Mr.Tojin[5]

### 4月
- Nihonkai Carol

### 5月
- 御用律師[18]

### 7月
- 愛慕織姬[19]

### 9月
- Reward Ninfa[14]
- Northern Rainbow[14]

### 10月
- Meisei Opera
- 目白光明[20]
- 待兼福來
- 協榮三月[21]
- Rugger Regulus[20]

### 11月
- Phalaenopsis[22]
- Buzen Candle[22]
- 愛麗世界[22]

### 12月
- Eidai Queen
- 靈犬
- 礦之戀[23]
- 草上飛[23]

## 誕生

### 馬匹
本年誕生的馬匹為2003年經典世代
- 1月16日 - 我情可待
- 2月6日 - Silk Bravo
- 2月13日 - 勝賢
- 2月19日 - Peace of World
- 2月19日 - 傲家聲
- 3月1日 - 烏托邦
- 3月5日 - 美妙浪漫
- 3月6日 - White Carnival
- 3月8日 - Sushi Train
- 3月12日 - Siberian Hawk、Tomoe Power、Miyabi Perseus
- 3月13日 - Marubutsu Top
- 3月17日 - Meine Nouvelle
- 3月18日 - 林肯
- 3月19日 - Silent Deal、Shinko Ruby
- 3月20日 - Hishi Atlas
- 3月21日 - 眼福、Utsumi Jordan、Erimo Harrier
- 3月22日 - Nike a Delight
- 3月23日 - Eishin Champ
- 3月27日 - 荒漠英雄
- 3月29日 - Sindbad
- 3月31日 - 黃金駒、Wana、Spring Drew
- 4月2日 - 藤田小姐、Osumi Haruka、Craft Work
- 4月3日 - Sakura Century
- 4月4日 - Spicule、Mitsuaki Turbine
- 4月5日 - Meine Samantha
- 4月7日 - Cheers Message
- 4月9日 - Vita Rosa、Escape Hatch、Calm
- 4月11日 - 櫻花會長、Blue Concorde
- 4月17日 - Kijo Jumbo
- 4月19日 - Meisho Battler
- 4月21日 - Saqalat、Suigun
- 4月26日 - Rapidly Run
- 4月27日 - Chakra、Le Mars Girl、Hard Crystal
- 4月30日 - Admire Groove、Spring Ghent、Grab Your Heart
- 5月2日 - Still in Love
- 5月5日 - Original Step
- 5月7日 - Gran Rio
- 5月12日 - Big Wolf
- 5月21日 - 新宇宙
- 5月26日 - 豐盈、Meiner Morgen
- 6月5日 - Dance a Waltz

### 人物
- 2月3日 - 小野楓馬（騎師）
- 5月31日 - 岩田望來（騎師）
- 6月10日 - 原優介（騎師）
- 6月22日 - 團野大成（騎師）
- 9月13日 - 古川奈穗（騎師）
- 10月25日 - 大塚海渡（騎師）

## 逝世

### 馬匹
- 2月11日 - Egao o Misete[3]
- 3月10日 - 東來兵
- 3月16日 - Sakura Hokuto O[24]
- 4月8日 - Happy Progress[25]
- 5月4日 - Haiseiko[7]
- 5月9日 - Nihon Pillow Jupiter
- 6月19日 - Green Grass[26]
- 7月3日 - 葛城王牌[27]
- 9月27日 - Climb Kaiser[21]
- 12月10日 - Tagano Teio[28]
- 12月15日 - 千明代表[17]

### 人物
- 5月30日 - 白井フサ（賽馬評論家白井透之母、1989年短途馬錦標冠軍Winning Smile之馬主）
- 8月16日 - 吉永忍（練馬師）
- 9月22日 - 柴田不二雄（前練馬師）[14]
- 4月14日 - 佐藤勇（前練馬師）
- 8月27日 - 荒川友司（練馬師）
- 9月30日 - 一柳博志（1983年新潟三歲錦標冠軍Mariquita之馬主）
- 11月23日 - 松井達也（騎師）
- 12月12日 - 佐藤林次郎（練馬師）
- 12月30日 - 田中一夫（前練馬師）[29]